# Везелен-сюр-Луар
Везелен-сюр-Луар (фр. Vézelin-sur-Loire) — муніципалітет у Франції, у регіоні Овернь-Рона-Альпи, департамент Луара. Везелен-сюр-Луар утворено 1 січня 2019 року шляхом злиття муніципалітетів Амйон, Дансе i Сен-Поль-де-Везелен. Адміністративним центром муніципалітету є Сен-Поль-де-Везелен. Населення — 809 осіб (01.01.2021).